# Holčička, která měla ráda Toma Gordona
Holčička, která měla ráda Toma Gordona (anglicky The Girl Who Loved Tom Gordon) je psychologický horor amerického spisovatele Stephena Kinga z roku 1999. Do češtiny přeložila Linda Bartošková.

## Děj
Začátek příběhu se odehrává na rodinném výletu sourozenců Peta (13 let), Trishy (9 let) a jejich matky. Jde o pěší výlet a hned na jeho počátku se matka s Petem pustí do hádky kvůli svému rozvodu s otcem a Trisha se za nimi opožďuje, aby nemusela hádku poslouchat. Po chvíli sejde z cesty, aby mohla vykonat malou potřebu, ale sklouzne po dlouhém příkrém srázu a skončí daleko od cesty. Sice bez zranění, ale zcela dezorientovaná si to namíří na zcela opačnou stranu – do hlubokých lesů Apalačských hor ve státu Maine.
V batůžku jí zůstala lahev vody, dvě čokoládové oplatky, bramborové lupínky, vařené vejce, sendvič, láhev limonády, pláštěnka, Gameboy a walkman s rádiem. Občas si pustí rádio, aby se dozvěděla zprávy o pátrání po své osobě nebo si poslechla reportáž z baseballového utkání, kde hraje její oblíbený nadhazovač z týmu Red Sox – Tom Gordon. Usilovně se snaží hospodařit s trochou jídla a pití, které našla ve svém batohu, a také sbírá různé oříšky a bobule. Matka s bratrem se zatím vrátí do nejbližšího města a vyhlásí po ní pátrání. Ale Trisha už se zatím svým usilovným pochodem dostala mimo prohledávanou oblast. Rozhodne se jít po proudu potoka, který ji má dovést k civilizaci, ale zatím ji dovede pouze do bažin.
Jako následek hladovění, žízně, vyčerpání a několika lehkých poranění při pádech se u Trishy začínají objevovat halucinace. Představuje si různé lidi a mezi nimi hovoří i se s svým hrdinou Tomem Gordonem. Z lesa ji pozoruje jakási bytost a tady není úplně jasné, zda jde o halucinaci nebo nadpřirozený prvek přidaný autorem. Trisha postupuje dále do hlubin lesa, halucinace se stupňují, začíná se jí zjevovat “Bůh ztracených” v podobě vosy a zachovat si zdravý rozum se pro ni stává otázkou života a smrti. Po několika dnech se objevuje zápal plic jako následek pádu do ledové vody a prochladnutí. Dívka se pomalu dostává zpět do blízkosti civilizace, ale po devíti dnech narazí na medvěda. Inspirována svým hrdinou baseballovým nadhazovačem Tomem Gordonem vezme walkman a trefí medvěda do hlavy. Svědkem této události se stane lovec, který na medvěda vzápětí vystřelí. Medvěd uteče, ale není jasné, zda ho zahnala sama Trisha nebo lovcův výstřel.
Příběh končí v nemocnici, kde se Trisha setkává se svými rozvedenými rodiči a bratrem Petem. Trisha která se zotavuje z oboustranného zápalu plic, zůstává v pokoji pouze s otcem, se kterým chodívala na baseball, a předvede vítězné gesto Toma Gordona – to, kterým Tom vždy ukončuje vítězný zápas.